# Wolfgang Hörl
Wolfgang Hörl, né le 30 octobre 1983, est un skieur alpin autrichien. Il est spécialiste du slalom.

## Carrière
Wolfgang Hörl débute dans les compétitions de la FIS lors de l'hiver 1998-1999. Il apparait pour la première fois dans une course en Coupe du monde le 20 janvier 2008 à Kitzbühel où il se classe 20e, synonyme de premiers points. Après plus de vingt tops 30, il termine pour la première fois dans les dix premiers, encore à Kitzbühel avec une 8e place, ce qui reste à ce jour sa meilleure performance en Coupe du monde. Il est sélectionné pour Les Championnats du monde 2011, où il ne termine pas le slalom. Il est le champion d'Autriche du slalom 2013.
Il prend sa retraite sportive en 2016.

## Palmarès

### Championnats du monde
| Édition / Épreuve                    | Slalom  |
| ------------------------------------ | ------- |
| Mondiaux 2011 Garmisch-Partenkirchen | Abandon |

### Coupe du monde
- Meilleur classement général : 68e en 2009.
- Meilleur classement en slalom : 23e en 2009.
- Meilleur résultat : 8e.

#### Différents classements en Coupe du monde
| Année/Classement | Général | Général | Descente | Descente | Slalom géant | Slalom géant | Slalom | Slalom | Super G | Super G | Combiné | Combiné |
| Année/Classement | Class.  | Points  | Class.   | Points   | Class.       | Points       | Class. | Points | Class.  | Points  | Class.  | Points  |
| ---------------- | ------- | ------- | -------- | -------- | ------------ | ------------ | ------ | ------ | ------- | ------- | ------- | ------- |
| 2008             | 79e     | 67      | -        | -        | -            | -            | 30e    | 67     | -       | -       | -       | -       |
| 2009             | 68e     | 94      | -        | -        | -            | -            | 23e    | 94     | -       | -       | -       | -       |
| 2010             | 46e     | 177     | -        | -        | -            | -            | 27e    | 61     | -       | -       | -       | -       |
| 2011             | 124e    | 19      | -        | -        | -            | -            | 45e    | 19     | -       | -       | -       | -       |
| 2012             | 70e     | 100     | -        | -        | -            | -            | 27e    | 100    | -       | -       | -       | -       |
| 2013             | 80e     | 60      | -        | -        | -            | -            | 28e    | 60     | -       | -       | -       | -       |
| 2014             | 95e     | 36      | -        | -        | -            | -            | 35e    | 36     | -       | -       | -       | -       |
| 2015             | 110e    | 29      | -        | -        | -            | -            | 38e    | 29     | -       | -       | -       | -       |

### Coupe d'Europe
- 2 victoires.

### Championnats d'Autriche
- Champion en slalom em 2013.